# Фонтне (Ендр)
Фонтне (фр. Fontenay) насеље је и општина у централној Француској у региону Центар (регион), у департману Ендр која припада префектури Исуден.
По подацима из 2011. године у општини је живело 90 становника, а густина насељености је износила 7,3 становника/km². Општина се простире на површини од 12,33 km². Налази се на средњој надморској висини од 135 метара (максималној 171 m, а минималној 118 m).

## Демографија
| 1962. | 1968. | 1975. | 1982. | 1990. | 1999. | 2011. |
| ----- | ----- | ----- | ----- | ----- | ----- | ----- |
| 150   | 175   | 133   | 111   | 92    | 86    | 90    |

График промене броја становника у току последњих година